# Автоматическая сварка (журнал)
«Автоматическая сварка» — советский и украинский научно-технический и производственный журнал, выходящий ежемесячно в Киеве на русском языке, орган Института электросварки имени Е. О. Патона Академии наук Украины. Первый выпуск журнала вышел в 1948 году.
Журнал освещает теоретические вопросы сварочных процессов, проблемы сварки чёрных и цветных металлов, ремонтной и укрепляющей наплавки, пайки, а также проектирования и изготовления сварных конструкций, разработки и использования сварочных материалов, конструирования и эксплуатации сварочного оборудования.
Журнал распространён в 40 странах мира; в британском городе Кембридж выходит на английском языке с 1959 года.
К 1969 году тираж журнала достиг 6,5 тысяч экземпляров.